# Ondřej Pavel
Ondřej Pavel, född 29 augusti 2000, är en tjeckisk professionell ishockeyforward som är kontrakterad till Colorado Avalanche i National Hockey League (NHL) och spelar för Colorado Eagles i American Hockey League (AHL).
Han har tidigare spelat för Minnesota State Mavericks i National Collegiate Athletic Association (NCAA); Fargo Force i United States Hockey League (USHL) samt Minot Minotauros i North American Hockey League (NAHL).
Pavel blev aldrig NHL-draftad.

## Statistik
| 2016–2017   | Iowa Wild U16             | T1EHL       | 13 | 7  | 5  | 12 | 4   | 4  | 1 | 0 | 1 | 2  |
|             | Iowa Wild U16             |             | 6  | 3  | 1  | 4  | 2   | —  | — | — | — | —  |
| 2017–2018   | Minot Minotauros          | NAHL        | 48 | 8  | 10 | 18 | 68  | 12 | 2 | 4 | 6 | 16 |
| 2018–2019   | Fargo Force               | USHL        | 58 | 4  | 9  | 13 | 71  | 2  | 2 | 0 | 2 | 2  |
| 2019–2020   | Fargo Force               | USHL        | 40 | 11 | 9  | 20 | 51  | —  | — | — | — | —  |
| 2020–2021   | Minnesota State Mavericks | NCAA        | 11 | 0  | 4  | 4  | 8   | —  | — | — | — | —  |
| 2021–2022   | Minnesota State Mavericks | NCAA        | 44 | 12 | 10 | 22 | 24  | —  | — | — | — | —  |
| 2022–2023   | Minnesota State Mavericks | NCAA        | 39 | 6  | 9  | 15 | 34  | —  | — | — | — | —  |
|             | Colorado Eagles           | AHL         | 2  | 0  | 0  | 0  | 0   | 4  | 0 | 2 | 2 | 0  |
| 2023–2024   | Colorado Avalanche        | NHL         | 1  | 0  | 0  | 0  | 0   | —  | — | — | — | —  |
|             | Colorado Eagles           | AHL         | 10 | 0  | 0  | 0  | 6   | —  | — | — | — | —  |
| NHL totalt  | NHL totalt                | NHL totalt  | 1  | 0  | 0  | 0  | 0   | —  | — | — | — | —  |
| AHL totalt  | AHL totalt                | AHL totalt  | 12 | 0  | 0  | 0  | 6   | 4  | 0 | 2 | 2 | 0  |
| NCAA totalt | NCAA totalt               | NCAA totalt | 94 | 18 | 23 | 41 | 66  | —  | — | — | — | —  |
| USHL totalt | USHL totalt               | USHL totalt | 98 | 15 | 18 | 33 | 122 | 2  | 2 | 0 | 2 | 2  |

### Internationellt
| Källa: Uppdaterad: 2023-11-08 | Källa: Uppdaterad: 2023-11-08 | Källa: Uppdaterad: 2023-11-08 |         | Utv = Utvisningsminuter | Utv = Utvisningsminuter | Utv = Utvisningsminuter | Utv = Utvisningsminuter | Utv = Utvisningsminuter |
| År                            | Lag                           | Mästerskap                    | Matcher | Mål                     | Assists                 | Poäng                   | Utv                     |                         |
| ----------------------------- | ----------------------------- | ----------------------------- | ------- | ----------------------- | ----------------------- | ----------------------- | ----------------------- | ----------------------- |
| 2017                          | Tjeckien                      | Ivan Hlinka                   | 5       | 0                       | 0                       | 0                       | 2                       |                         |
| 2020                          | Tjeckien                      | JVM                           | 7       | 0                       | 1                       | 1                       | 6                       |                         |
| Junior totalt                 | Junior totalt                 | Junior totalt                 | 12      | 0                       | 1                       | 1                       | 8                       |                         |